# Pales cuthbertsoni
Pales cuthbertsoni är en tvåvingeart som först beskrevs av Charles Howard Curran 1940.  Pales cuthbertsoni ingår i släktet Pales och familjen parasitflugor.
Artens utbredningsområde är Zimbabwe. Inga underarter finns listade i Catalogue of Life.